# Astrodinamică
Astrodinamica  este o disciplină din cadrul astronomiei referitoare la mișcarea corpurilor celeste ca planete, sateliți, vehicule spațiale făcute de om.

## Istoric
Istoria acestui domeniu este comună cu a mecanicii celeste dezvoltate de Newton. Până la apariția zborului spațial mecanica celestă și astrodinamica erau practic identice. Prin urmare, tehnicile fundamentale cum sunt spre exemplu cele utilizate pentru a rezolva problema lui Kepler (determinarea poziției unui obiect ca o funcție de timp) sunt identice în cele două domenii. Johannes Kepler a fost primul ce a reușit să modeleze orbitele planetare cu un înalt grad de fidelitate publicând legile ce îi poartă numele în 1605. Isaac Newton publică legi generale ale mișcării corpurilor cerești în lucrarea datată 1687 și intitulată Philosophiae_Naturalis_Principia_Mathematica.

## Legile astrodinamicii
Legile fundamentale ale astrodinamicii sunt reprezentate de către  legile lui Newton și utilizează ca aparat matematic calculul diferențial.